# Perriertoppen
Perriertoppen (literalment: Pic de Pierre) és la segona muntanya més alta de Svalbard, amb 1712 msnm. Es troba al nord-est de l'illa de Spitsbergen. La muntanya és de granit i es va formar al final del Silurià.